# Albin Pelak
Albin Pelak (nacido el 9 de abril de 1981) es un exfutbolista bosnio que se desempeñaba como centrocampista.
Albin Pelak jugó 2 veces para la selección de fútbol de Bosnia y Herzegovina entre 2002 y 2005.

## Trayectoria

### Clubes
| Club                    | País                 | Año         |
| ----------------------- | -------------------- | ----------- |
| NK Varteks Varaždin     | Croacia              | 1991 - 1997 |
| FK Sarajevo             | Bosnia y Herzegovina | 1997 - 2003 |
| Cerezo Osaka            | Japón                | 2003        |
| Dinamo Zagreb           | Croacia              | 2003 - 2004 |
| FK Sarajevo             | Bosnia y Herzegovina | 2004 - 2005 |
| FK Željezničar Sarajevo | Bosnia y Herzegovina | 2006 - 2007 |
| FC Zvezda Irkutsk       | Rusia                | 2007        |
| FK Željezničar Sarajevo | Bosnia y Herzegovina | 2007 - 2009 |
| FK Olimpik Sarajevo     | Bosnia y Herzegovina | 2009 - 2010 |

### Selección nacional
| Selección | País                 | Año         |
| --------- | -------------------- | ----------- |
| Absoluta  | Bosnia y Herzegovina | 2002 - 2005 |

## Estadística de equipo nacional
| Selección de fútbol de Bosnia y Herzegovina | Selección de fútbol de Bosnia y Herzegovina | Selección de fútbol de Bosnia y Herzegovina |
| Año                                         | Part.                                       | Goles                                       |
| ------------------------------------------- | ------------------------------------------- | ------------------------------------------- |
| 2002                                        | 1                                           | 0                                           |
| 2003                                        | 0                                           | 0                                           |
| 2004                                        | 0                                           | 0                                           |
| 2005                                        | 1                                           | 0                                           |
| Total                                       | 2                                           | 0                                           |